# (32563) Nicolezaidi
(32563) Nicolezaidi est un astéroïde de la ceinture principale.

## Description
(32563) Nicolezaidi est un astéroïde de la ceinture principale. Il fut découvert le 16 août 2001 à Socorro par le projet LINEAR. Il présente une orbite caractérisée par un demi-grand axe de 2,89 UA, une excentricité de 0,09 et une inclinaison de 3,4° par rapport à l'écliptique.

## Compléments